# Lucido Conti

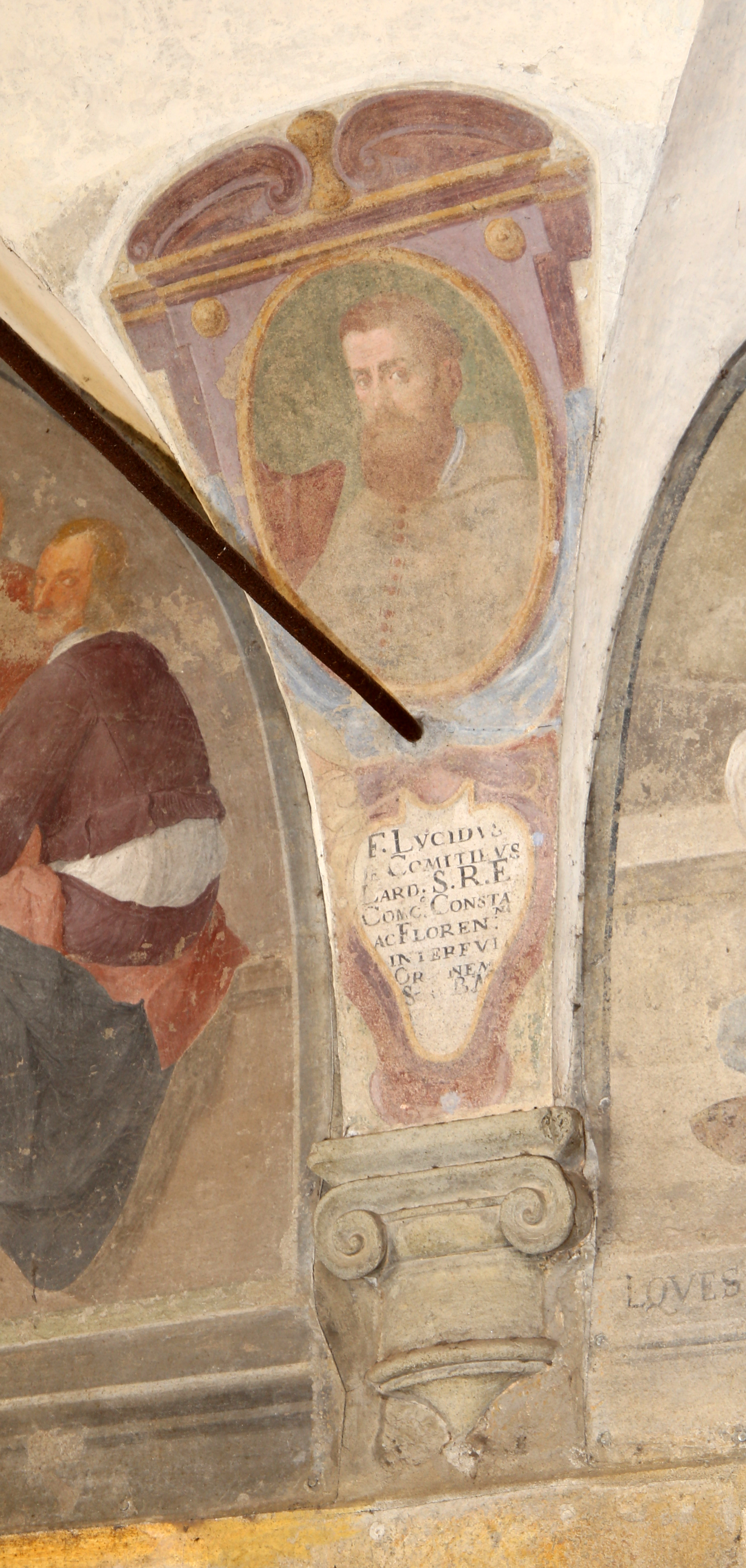
Lucido Conti (1750)

Lucido Conti (* 31. Oktober 1388 in Rom, Kirchenstaat; † 9. September 1437 in Bologna) war ein italienischer Geistlicher.

## Leben
Lucido Conti wurde 1388 in Rom geboren. Er war ein Mitglied der Familie Conti aus Valmontone. Er war Sohn von Ildebrandino und seiner Frau Caterina Berarda de’ Sangro, die eine Nichte von Kardinals Gentile di Sangro (1378) war. Er war mit den Päpsten Innozenz III., Gregor IX., Alexander IV. und Innozenz XIII. verwandt und war der Onkel von Kardinal Giovanni Conti (1483) und der Großonkel von Kardinal Francesco Conti (1517). Weitere Kardinäle der Familie Conti waren Giovanni dei conti di Segni (1200), Ottaviano dei conti di Segni (1205), Carlo Conti (1604), Giannicolò Conti (1664) und Bernardo Maria Conti, OSBCas. (1721).
Papst Bonifatius IX. ernannt ihn am 30. Dezember 1396 zum Kanoniker des Petersdom. Dies war ein Belohnung für die Treue seiner Familie zu den Päpsten in Rom.
Nach dem Konzil von Pisa wandte sein Vater dem Papst in Avignion, dem heutigen als Gegenpapst gesehenen Johannes XXIII. zu. Aus Dankbarkeit ernannt er ihn am 6. Juni 1411 zum Pseudo-Kardinaldiakon von Santa Maria in Cosmedin.
In dieser Funktion nahm er von Anfang an am Konzil von Konstanz teil: Er war bei der Eröffnungsprozession am 5. November 1413 anwesend, im März 1415 wurde er nach Schaffhausen gesandt, um vom Gegenpapst den Verzicht auf sein Amt zu erwirken, und wurde später Zeuge seiner Verurteilung. Im darauffolgenden Juli war er Zeuge des Verzichts von Papst Gregor XII. und bereitete anschließend die Mission Sigismunds von Luxemburg zum Gegenpapst Benedikt XIII. vor.
Er engagierte sich auch im Kampf gegen Häresien: Im September 1415 wohnte er der Abschwörung Hieronymus von Prag bei, während er im folgenden Jahr die Vorladung der Anhänger von John Wyclif und Jan Hus unterzeichnete.
Im Jahr 1417 gehörte er zu den Richtern, die Benedikt XIII. verurteilten. Er nahm im November am Konklave 1417 teil und organisierte dort die Wahl seines Cousins Oddone Colonna zum Papst unter dem Namen Martin V. Nach dem Konzil ernannte ihn der neue Papst zum Protektor der Serviten. Anschließend verließ er Konstanz und ließ sich im Kloster Annunziata in Florenz nieder, wo er sich um die Restaurierung der Bibliothek und die Gründung eines Armenhospitals kümmerte. Im Jahr 1420 verließ er Florenz, um im Gefolge des Papstes nach Rom zu ziehen, nicht ohne dem Kloster eine große Silberstatue zu schenken. Im Oktober 1427 wurde er Kardinalprotodiakon.
1429 wurde er zum päpstlichen Legaten in Bologna ernannt, wo im September desselben Jahres ein antipäpstlicher Aufstand ausgebrochen war. Unmittelbar nach seinem Amtsantritt hob er das Interdikt über die Stadt auf; dies konnte die Kämpfe zwischen den verschiedenen Fraktionen jedoch nicht beenden, insbesondere zwischen den Canetoli, die die Anwesenheit des Legaten ablehnten, und den Bentivoglio, die dem Heiligen Stuhl treu ergeben waren. Angesichts der wachsenden Spannungen zog Conti es am 3. April 1430 vor, Bologna zu verlassen und in Cento und dann in Ferrara Zuflucht zu suchen.
Inzwischen wurde er am 27. November 1429 zum Erzpriester von St. Peter in Rom ernannt, womit er eine lange Reihe von Pfründen ergänzte, die er im Laufe seiner kirchlichen Laufbahn angesammelt hatte. Zu nennen sind unter anderem die Abtei Santa Maria di Rossilli, das cluniazensische Priorat Saint-Pierre-d’Allevard und das Kloster Fonte Avellana, verschiedene andere Priorate in Deutschland und Österreich sowie die Abtei der Dreifaltigkeit in Perugia. Er war auch Titular der Pfarrei St. Kolomba in Köln und zweier weiterer Pfarreien in Brabant sowie des Klosters San Nicola di Calamizzi. Er nahm am Konklave 1431 teil. Mit der Thronbesteigung von Papst Eugen IV. verzichtete er auf alle Pfründen und erhielt im Gegenzug lebenslange Renten.
Unter diesem Papst, zu dem er ausgezeichnete Beziehungen pflegte, wurde er zum Kämmerer des Heiligen Kardinalskollegiums ernannt (1431). Als Eugenio nach dem Aufstand von Colonna ins Exil gezwungen wurde, suchte er Zuflucht im Schloss Galeria und schloss sich dann dem Papst in Florenz an. 1434 wurde er Erzpriester der Lateranbasilika.
Er verbrachte die letzten Jahre seines Lebens in Bologna im Servitenkloster. Nach seinem Tod kam es zu einem Erbstreit: Lucido war von seinem Vater zum Universalerben ernannt worden, obwohl ein Teil seines Vermögens seinem Bruder Alto gehörte. Da der Kardinal ohne Testament gestorben war, forderten zwei andere Brüder, Grato und Sagace, ihren Anteil bei dem bekannten Juristen Paolo di Castro ein; sie hatten jedoch keinen Erfolg.